# Lista de prefeitos de Santa Isabel (São Paulo)
Esta é a lista de prefeitos e vice-prefeitos do município de Santa Isabel, estado brasileiro de São Paulo. 
Observação: O primeiro prefeito eleito por voto popular foi apenas em 1948. Entre 1908 e 1947, quem comandava a cidade era a figura do intendente. O intendente era uma figura de alta patente, geralmente com poderes políticos e escolhida pelo governador ou eleita indiretamente para administrar as cidades do antigo regime político. 
| Nº | Nome                                                     | Partido | Vice-prefeito                                                               | Início do mandato       | Fim do mandato          | Observações                                                                 |
| 1  | Cel. Benedicto B. F. da Silva                            | PRP     | Sérgio Murilo Braga                                                         | 26 de janeiro de 1908   | 13 de novembro de 1910  | Prefeito eleito indiretamente                                               |
| 2  | Maj. Guilhermino Mendes de Andrade                       | PRP     | Latuff Assaf                                                                | 26 de janeiro de 1911   | 10 de dezembro de 1913  | Prefeito eleito indiretamente                                               |
| 3  | Manoel Antônio Mendes                                    | PRP     | Oswaldo Monteiro                                                            | 15 de janeiro de 1914   | 1º de janeiro de 1915   | Prefeito eleito indiretamente                                               |
| 4  | Firmino da Cunha Lobo                                    | PRP     | Manoel Antônio Mendes                                                       | 15 de janeiro de 1915   | 5 de janeiro de 1916    | Prefeito eleito indiretamente                                               |
| 5  | Manoel Antônio Mendes                                    | PRP     | Maj. Benedicto Bicudo Pereira Preto                                         | 1º de fevereiro de 1916 | 28 de outubro de 1925   | Prefeito eleito indiretamente                                               |
| 6  | Maj. Benedicto Bicudo Pereira Preto                      | PRP     | José Assef                                                                  | 1º de fevereiro de 1926 | 31 de dezembro de 1926  | Prefeito eleito indiretamente                                               |
| 7  | Joaquim de Sousa Lima                                    | PRP     | Licério Miguel                                                              | 1º de janeiro de 1927   | 30 de janeiro de 1930   | Prefeito eleito indiretamente                                               |
| 8  | Maj. Benedicto Bicudo Pereira Preto                      | PRP     | Antonio Monteiro da Cruz                                                    | 1º de fevereiro de 1930 | 1º de janeiro de 1931   | Prefeito eleito indiretamente                                               |
| 9  | Antonio Monteiro da Cruz                                 |         | Orlando Rebelo Melo                                                         | 12 de janeiro de 1931   | 31 de março de 1931     | Prefeito nomeado                                                            |
| 10 | Capitão Benedito Ferreira                                |         | José Reis Sobrinho                                                          | 1º de abril de 1931     | 31 de janeiro de 1932   | Prefeito nomeado                                                            |
| 11 | Major Franklin Robilotti                                 |         | Manoel Alves da Costa                                                       | 2 de março de 1932      | 6 de agosto de 1932     | Prefeito nomeado                                                            |
| 12 | Hyeróclio Heloy Pessoa de Barros                         |         | Osmar de Deus Moreira                                                       | 7 de agosto de 1932     | 24 de abril de 1933     | Prefeito nomeado                                                            |
| 13 | Manoel Alves da Costa                                    |         | Milton Ribeiro Dinamarco                                                    | 25 de abril de 1933     | 17 de junho de 1933     | Prefeito nomeado                                                            |
| 14 | Sebastião Ricardo P. de Freitas                          |         | Gilberto Moreira Gibram                                                     | 17 de julho de 1933     | 22 de setembro de 1933  | Prefeito nomeado                                                            |
| 15 | Benedicto Vieira de Paula                                |         | Domingos Sávio Rodrigues                                                    | 23 de setembro de 1933  | 29 de abril de 1936     | Prefeito nomeado                                                            |
| 16 | Benedicta Cândida Ferreira (interina)                    |         | Cargo vago                                                                  | 01 de fevereiro de 1936 | 29 de fevereiro de 1936 | Prefeita nomeada                                                            |
| 17 | Manoel Joaquim da Silva                                  |         | Cargo vago                                                                  | 30 de abril de 1936     | 8 de junho de 1936      | Prefeito nomeado                                                            |
| 18 | Benedicto Vieira de Paula                                |         | Cargo vago                                                                  | 9 de junho de 1936      | 31 de julho de 1938     | Prefeito nomeado                                                            |
| 19 | Artur José da Costa                                      |         | Francisco Beraldo                                                           | 25 de julho de 1938     | 26 de julho de 1941     | Prefeito nomeado                                                            |
| 20 | Francisco Beraldo                                        |         | Willys Teixeira                                                             | 14 de agosto de 1941    | 30 de novembro de 1943  | Prefeito nomeado                                                            |
| 21 | Abílio Pinto Pereira                                     |         | Geraldo Monteiro Santos                                                     | 14 de dezembro de 1943  | 20 de fevereiro de 1947 | Prefeito nomeado                                                            |
| 22 | José Coelho Porto (interino)                             |         | Cargo vago                                                                  | 12 de abril de 1947     | 15 de abril de 1947     | Prefeito nomeado                                                            |
| 23 | Oscar Ferreira de Godoy                                  |         | Paulo Onofre Ferreira                                                       | 16 de abril de 1947     | 31 de dezembro de 1947  | Prefeito nomeado                                                            |
| 24 | Joaquim Simão                                            |         | Walter Cândido dos Santos                                                   | 1º de janeiro de 1948   | 31 de dezembro de 1951  | Prefeito e vice eleitos em sufrágio universal                               |
| 25 | José Raymundo Lobo                                       | PSP     | Benedito Manuel dos Santos                                                  | 1º de janeiro de 1952   | 31 de dezembro de 1955  | Prefeito e vice eleitos em sufrágio universal                               |
| 26 | José Basílio Alvarenga                                   |         | Luiz Carlos Silva Machado                                                   | 1º de janeiro de 1956   | 31 de dezembro de 1959  | Prefeito e vice eleitos em sufrágio universal                               |
| 27 | João Pires Filho                                         |         | Jacob Lopes de Castro Máximo                                                | 1º de janeiro de 1960   | 31 de dezembro de 1963  | Prefeito e vice eleitos em sufrágio universal                               |
| 28 | Osvaldo Rodrigues da Silva                               |         | Carlos Augusto de Araújo                                                    | 1º de janeiro de 1964   | 31 de janeiro de 1969   | Prefeito e vice eleitos em sufrágio universal                               |
| 29 | Gabriel Cianflone                                        |         | Wille Duarte Costa                                                          | 1º de fevereiro de 1969 | 31 de janeiro de 1973   | Prefeito e vice eleitos em sufrágio universal                               |
| 30 | Waldemar de Brito Simão, Nenê Simão                      | MDB     | João Batista Arzidoni                                                       | 1º de fevereiro de 1973 | 31 de janeiro de 1977   | Prefeito e vice eleitos em sufrágio universal                               |
| 31 | Waldir José Cabral Saueia, Waldir Saueia                 | MDB     | Geraldo Dias de Moura                                                       | 1º de fevereiro de 1977 | 31 de janeiro de 1983   | Prefeito e vice eleitos em sufrágio universal                               |
| 32 | Waldemar de Brito Simão, Nenê Simão                      | PMDB    | Obregon Gonçalves                                                           | 1º de fevereiro de 1983 | 31 de dezembro de 1988  | Prefeito e vice eleitos em sufrágio universal                               |
| 33 | Ilário Dassiê                                            | PMDB    | Mamoru Tomita                                                               | 1º de janeiro de 1989   | 28 de fevereiro de 1989 | Prefeito e vice eleitos em sufrágio universal. Faleceu no início do mandato |
| 34 | Mamoru Tomita                                            | PDS     | Cargo vago                                                                  | 1º de março de 1989     | 31 de dezembro de 1992  | Vice-prefeito eleito assumiu como prefeito após o falecimento do titular    |
| 35 | Waldemar de Brito Simão, Nenê Simão                      | PMDB    | Marcos Vinícius Ramos                                                       | 1º de janeiro de 1993   | 31 de dezembro de 1996  | Prefeito e vice eleitos em sufrágio universal                               |
| 36 | Maria Ângela Sanches, Ângela                             | PMDB    | Paulo André Rolviman                                                        | 1º de janeiro de 1997   | 31 de dezembro de 2000  | Prefeita e vice eleitos em sufrágio universal                               |
| 37 | Waldemar de Brito Simão, Nenê Simão                      | PFL     | João de Deus de Vasconcellos Ferreira, João de Deus                         | 1º de janeiro de 2001   | 31 de dezembro de 2004  | Prefeito e vice eleitos em sufrágio universal                               |
| 38 | Hélio Buscarioli                                         | PSDB    | Ademar Ramos Barbosa (PL)                                                   | 1º de janeiro de 2005   | 31 de dezembro de 2008  | Prefeito e vice eleitos em sufrágio universal                               |
| 38 | Hélio Buscarioli                                         | PSDB    | Clóvis Vieira Porto, Dr. Clóvis (DEM)                                       | 1º de janeiro de 2009   | 31 de dezembro de 2012  | Prefeito reeleito e vice eleito em sufrágio universal                       |
| 39 | Gabriel Gonzaga Bina, Padre Gabriel                      | PV      | David Alves de Lucena, Pastor David (PV)                                    | 1º de janeiro de 2013   | 31 de dezembro de 2016  | Prefeito e vice eleitos em sufrágio universal                               |
| 39 | Gabriel Gonzaga Bina, Padre Gabriel                      | PSD     | David Alves de Lucena, Pastor David (PV)                                    | 1º de janeiro de 2013   | 31 de dezembro de 2016  | Prefeito e vice eleitos em sufrágio universal                               |
| 40 | Fábia da Silva Porto, Fábia Porto                        | PRB     | Carlos Augusto Chinchilla Alfonzo, Dr. Carlos Chinchilla (PTB/PSD/PSDB/PSL) | 1º de janeiro de 2017   | 31 de dezembro de 2020  | Prefeita e vice eleitos em sufrágio universal                               |
| 40 | Fábia da Silva Porto, Fábia Porto                        | REP     | Carlos Augusto Chinchilla Alfonzo, Dr. Carlos Chinchilla (PTB/PSD/PSDB/PSL) | 1º de janeiro de 2017   | 31 de dezembro de 2020  | Prefeita e vice eleitos em sufrágio universal                               |
| 40 | Fábia da Silva Porto, Fábia Porto                        | PRTB    | Carlos Augusto Chinchilla Alfonzo, Dr. Carlos Chinchilla (PTB/PSD/PSDB/PSL) | 1º de janeiro de 2017   | 31 de dezembro de 2020  | Prefeita e vice eleitos em sufrágio universal                               |
| 41 | Carlos Augusto Chinchilla Alfonzo, Dr. Carlos Chinchilla | PSL     | Teresinha Lopes Pereira Penteado Pedroso, Teresinha Arquiteta (PV/PSB)      | 1º de janeiro de 2021   | 31 de dezembro de 2024  | Prefeito e vice eleitos em sufrágio universal                               |
| 41 | Carlos Augusto Chinchilla Alfonzo, Dr. Carlos Chinchilla | UNIÃO   | Teresinha Lopes Pereira Penteado Pedroso, Teresinha Arquiteta (PV/PSB)      | 1º de janeiro de 2021   | 31 de dezembro de 2024  | Prefeito e vice eleitos em sufrágio universal                               |
| 41 | Carlos Augusto Chinchilla Alfonzo, Dr. Carlos Chinchilla | PODE    | Felipe Augusto Silveira Teixeira, Felipão (PRD)                             | 1° de janeiro de 2025   | Atualidade              | Prefeito reeleito e vice eleito em sufrágio universal                       |

## Ver Também
- Santa Isabel